# Сімферопольський художній музей
Сімферопольський художній музей — художній музей у місті Сімферополь (АР Крим, Україна).

## Історія
Сімферопольський художній музей засновано 1920 року як відділ Центрального музею кримознавства. Його колекцію становили твори образотворчого та декоративно-прикладного мистецтва, що були націоналізовані радянською владою в колишніх володарів палаців та маєтків Південного узбережжя Криму (Воронцови, Романови).
Для художнього зібрання в Сімферополі було надано одне з найкращих приміщень міста на вулиці Карла Лібкнехта (колишнє офіцерське зібрання), де музей міститься й понині.
1937 року (цей рік прийнято вважати започаткуванням музею) відділ, який налічував тоді вже до 2000 творів, реорганізовано у Сімферопольську картинну галерею.
Під час Другої світової війни Сімферопольський художній музей катастрофічно постраждав — було втрачено мало не всю колекцію (твори живопису, рідкісний порцеляновий посуд, меблі тощо). Начебто під час евакуації музею транспорт із цими цінностями нацисти розбомбили в районі Керченської переправи.
Удруге галерея відкрилася в 1947 році. Її нові фонди, згідно зі спеціально прийнятим урядовим рішенням, було укомплектовано із творів, переданих центральними музеями СРСР, у тому числі Ермітажем, Художнім музеєм у Москві тощо, в тому числі і трофейними, такими як Аахенська колекція.
1966 року галерею перейменовано на Сімферопольський художній музей. Музей є провідною збіркою мистецтва АРК, його фонди поповнюються новими творами і в наш час.

## Будівля музею
Історія будинку, в якому міститься художній музей, не менш цікава, ніж сама експозиція.
Будівля зведена на початку ХХ століття під керівництвом архітекторів Ф. К. Кіблера та Є. Д. Садовського за проектом інженера-будівельника Рикова, що дістав замовлення від військового відомства. 22 жовтня 1913 року кримські газети висвітлювали подію освячення новозбудованої будівлі, що збіглася зі святкуванням 104-ї річниці розквартированого в Сімферополі Литовського полку, який свого часу брав участь у Бородинській битві, «Битві народів» під Лейпцигом та закордонних походах.
Вартість будівництва становила 66000 рублів. Будинок кам'яний, двоповерховий, кубічної форми з симетричними фасадами. Ззовні будівля оздоблена численними виступами, аттиками з двоголовими орлами та балконами з трьох боків фасаду. Парадні стіни прикрашені рельєфними вінками, гілками дуба та лавра і оштукатурені в два кольори — жовтий і білий.
Усередині приміщення відразу впадає в око просторий і світлий вестибюль, звідки можна мармуровими сходами піднятися на другий поверх. Оздоблення сходів виконано геральдичним орнаментом. Окрему увагу привертають плафон з оздобленням і підлога з мозаїкою.
У приймальній залі можна побачити декоровані ніші в стінах, паркетну підлогу, оркестровий балкон та з художнім смаком оформлені плафон і люстру.
Цю пишність і красу будівлі гідно оцінили Офіцерські збори 51-го піхотного Литовського полку, що зробило її улюбленим місцем відпочинку офіцерів. Зокрема на першому поверсі розмістили їдальню, фехтувальну залу, буфети, більярдну кімнату та приміщення для прислуги й чергування офіцерів. На другому поверсі були читальна зала, вітальня, бібліотека, зала, музей та навіть готель.
1920 року будинок перейшов до Червоного Хреста, а з 24 червня 1922 року, після тривалих звернень професора Ернста, що завідував на той час Центральним музеєм Тавриди, будівлю передано під музей.

## Аахенська колекція
«Аахенська колекція» Сімферопольського художнього музею — це 68 полотен XVII—XIX століть роботи художників голландської, фламандської, німецької, венеціанської шкіл, зокрема таких авторів, як Отто Скрик, Ван Кессель, Марко Річчі, а також старовинні копії славетних Тіціана та Ван Дейка. Ці твори були вивезені, ймовірно, з Німеччини в роки ІІ Світової війни, адже є наявними у довоєнних каталогах Аахенської картинної галереї, а після 1945 року вважалися безслідно зниклими.
І дотепер не всі картини ідентифіковані, однак їхній стан збереження в цілому задовільний (з огляду на їхній вік деякі потребують незначної реставрації).
Нове відкриття Аахенської колекції пов'язано з казусом — 2007 року під час екскурсії до Сімферополя подружжя з Баварії завітало на музейну виставку з нагоди 70-річчя тутешнього художнього музею і на одній з картин упізнало рідний Аахенський собор, що дотепер функціонує. Інформація про це доволі швидко дісталася мистецтвознавців і, зокрема, Музею Сюрмондта-Людвіга (м. Аахен, Німеччина), які організували відповідну пошукову й дослідницьку роботу.
Так, у січні 2009 року група працівників Музею Сюрмондта-Людвіга на чолі з директором Петером ван ден Брінком здійснила дослідницьку місію до Сімферопольського художнього музею: огляд і можлива атрибуція (встановлення авторства й назви твору), оцінка стану полотен із так званої «Аахенської колекції». Про безоплатне повернення творів мистецтва наразі не йдеться.

## Виноски
1. ↑  Бащенко Роза (вступна стаття) // Сімферопольський художній музей. Альбом., К., 1978
2. ↑  Садовський Василь Переможців не судять — трофеї залишаються. У Сімферополі німецькі експерти виявили старовинні картини з Ермітажу [Архівовано 14 грудня 2009 у Wayback Machine.] // «Україна Молода», № 013 за 24 січня 2009 року
3. ↑  Там же. Архів оригіналу за 14 грудня 2009. Процитовано 9 лютого 2009.